# 中国驻达沃总领事馆
中华人民共和国驻达沃总领事馆，简称中国驻达沃总领事馆，是中华人民共和国派驻菲律宾达沃市的最高级别外交机构。领区包括三宝颜半岛、北棉兰老、达沃区、索科斯克萨尔根、卡拉加、邦萨摩洛。

## 机构设置
中国驻达沃总领事馆设置下列机构：
- 双边处
- 领侨处
- 办公室